# Olli Pöyry

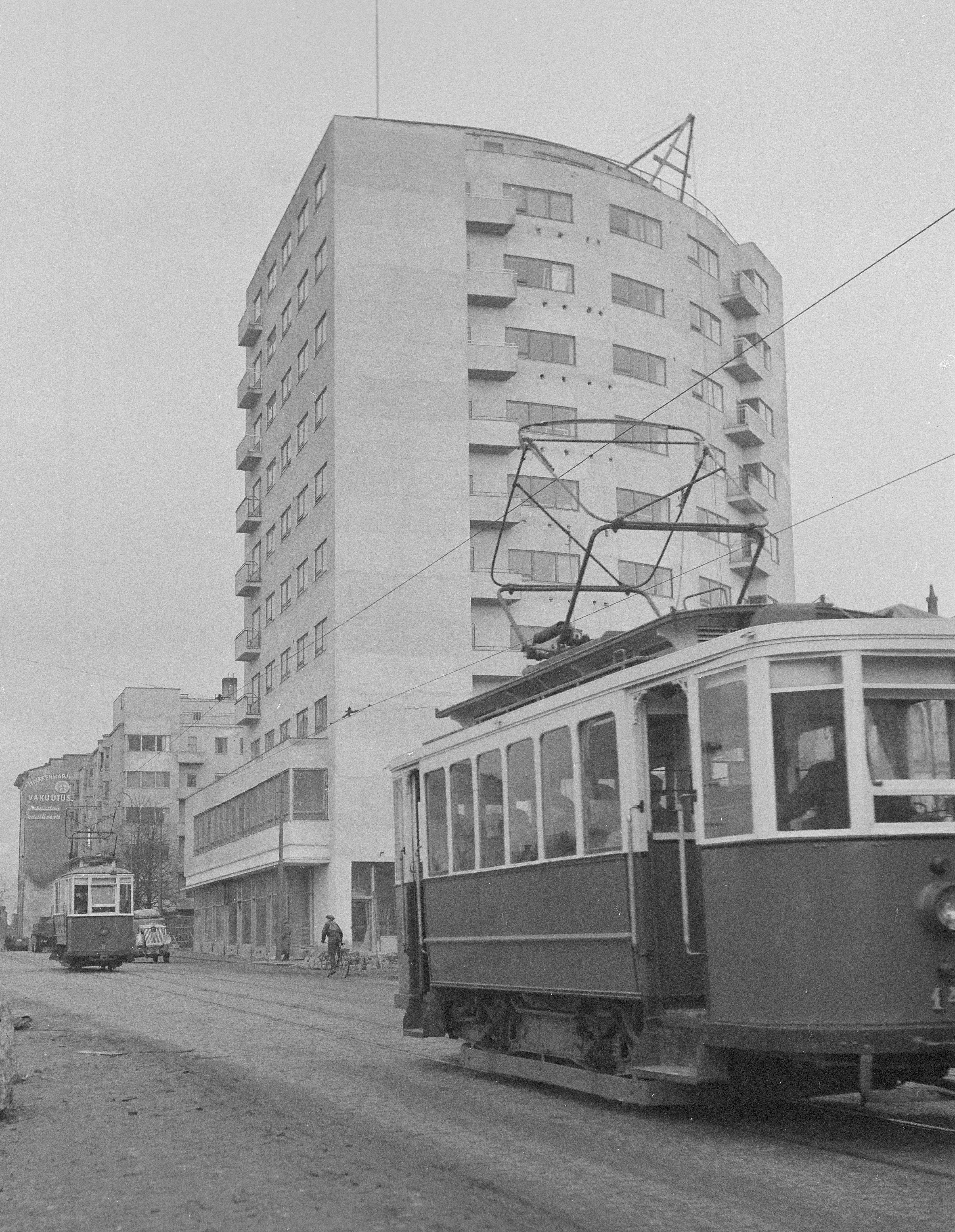
Karjala försäkringsbolag i Viborg i dåtida Finland, 1943 eller 1944.

Olli Johannes Pöyry, född 30 juni 1912 i Uleåborg, död 11 januari 1973 i Uleåborg, var en finländsk arkitekt.
Olli Pöyry utbildade sig till arkitekt på Helsingfors tekniska högskola med examen 1937. Från 1939 drev han ett eget arkitektkontor. Han var lärare på Helsingfors tekniska högskola 1942–1959 och professor i arkitektur vid det nybildade Uleåborgs universitet från 1960. 
Han var i första äktenskapet gift med arkitekten Marja Pöyry (dottern till Jussi Paatela) och var far till musikern Pekka Pöyry, Heikki Pöyry och arkitekten Matti Pöyry.

## Verk i urval
- Försäkringsbolaget Karjalas huvudkontor i Viborg, 1943
- Flervåningsbostadshuset Tullinpuomi vid Mannerheimvägen/Topeliusgatan vid Tölö tull, 1940–1943
- Institutet för arbetshygien, Helsingfors, 1950
- Norra Karelens centralsjukhus, 1948–1953 (tillsammans med Jussi Paatela)